# Allegani

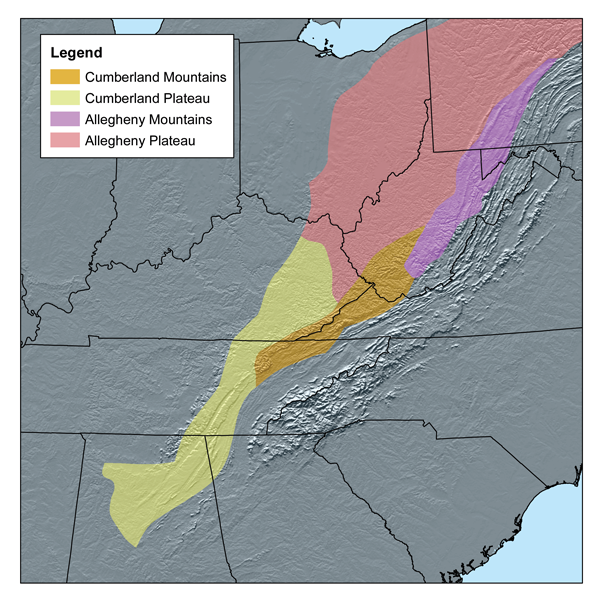
Mappa degli Allegani

Gli Allegani (in inglese Allegheny Mountains, scritti anche come Alleghany e Allegany, informalmente Alleghenies) sono una catena montuosa statunitense, che fa parte della più vasta catena dei Monti Appalachi, nella parte orientale degli Stati Uniti e del Canada. Hanno un orientamento nordest-sudovest e si estendono per circa 800 km dalla Pennsylvania centrorientale, attraverso il Maryland occidentale e la parte orientale della Virginia Occidentale, fino alla Virginia sudorientale.

## Nome
Il nome deriva dal fiume Allegheny. Il significato della parola, che proviene dagli Indiani Lenape (Delaware), non è certo, ma di solito è tradotto come "bel fiume". Una leggenda Lenape narra di un'antica tribù chiamata "Allegewi" che viveva sul fiume e che fu sconfitta dai Lenape. Allegheny è la grafia francese, come il fiume Allegheny, che un tempo faceva parte della Nuova Francia, e Allegany è la grafia inglese, come nella Contea di Allegany (Maryland), un'ex colonia britannica.
La parola "Allegheny" si usava un tempo comunemente per riferirsi al complesso dei Monti Appalachi. John Norton la utilizzò (scritta in vario modo) intorno al 1810 per riferirsi ai monti del Tennessee e della Georgia. John Muir, nel suo libro A Thousand Mile Walk to the Gulf ("Mille miglia a piedi verso il Golfo", scritto nel 1867), usò la parola "Alleghanies" per indicare gli Appalachi meridionali. Altre persone usavano invece la parola "Appalachians". Non vi fu un accordo generale fino alla fine del XIX secolo. Negli anni 1860 Arnold Henri Guyot pubblicò il primo studio geologico sistematico dell'intera catena montuosa. La sua cartina identificava la catena come gli "Alleghanies", ma il suo libro era intitolato On the Appalachian Mountain System ("Sul sistema montuoso appalachiano"). Il termine "Appalachian" divenne di uso comune per designare l'intera catena, prima da parte dei geologi e, infine, da parte di tutti.

## Geografia

### Estensione
Da nordest a sudovest, i Monti Allegani si estendono per circa 800 km. Da ovest ad est, nel punto di maggiore ampiezza, raggiungono circa 160 km.
Sebbene non vi siano confini ufficiali per la regione degli Allegani, essa può essere generalmente delimitata ad est dalla Grande Valle Appalachiana (chiamata semplicemente Grande Valle o anche, localmente, Valle del Cumberland in Pennsylvania e dalla Valle dello Shenandoah in Virginia); a nord dalla valle del fiume Susquehanna; e a sud dalla valle del fiume New River. Ad ovest, gli Allegani digradano nell'accidentato Altopiano degli Allegani (del quale sono a volte considerati una parte). Le creste più occidentali sono considerate le Laurel e Chestnut Ridges in Pennsylvania e i Monti Laurel and Rich in Virginia Occidentale.
I monti a sud degli Allegani - gli Appalachi nella parte più occidentale della Virginia, nel Kentucky orientale e nel Tennessee orientale - sono i Cumberland. Gli Allegani ed i Cumberland costituiscono entrambi parte della cosiddetta "Provincia delle creste e delle valli" (Ridge and Valley Province) degli Appalachi.

### Il Fronte degli Allegani e le "Terre alte degli Allegani"
Il bordo orientale degli Allegani è segnato dal Fronte degli Allegani (Allegheny Front), che è considerato anche l'estremità orientale dell'Altopiano degli Allegani. Questo rappresenta una porzione dello spartiacque continentale orientale (Eastern Continental Divide) in quest'area. Le creste più elevate sono appena ad ovest del Fronte, che presenta un cambiamento di altitudine est/ovest fino a circa 1.000 metri. Le elevazioni assolute dei rilievi, le cosiddette "Terre Alte degli Allegani" (Allegheny Highlands) raggiungono circa 1.500 metri, con quelle più alte nella parte meridionale della catena. Il punto più elevato dei Monti Allegani è Spruce Knob (1.482 m), su Spruce Mountain nella Virginia Occidentale. Altri notevoli punti elevati degli Allegani comprendono Thorny Flat suCheat Mountain (1.478 m), Bald Knob su Back Allegheny Mountain (1.476 m), e Mount Porte Crayon (1.454 m), tutti nella Virginia Occidentale; Dans Mountain (883 m) nel Maryland, Backbone Mountain (1.024 m), la punta più alta del Maryland; Mount Davis (979 m), la punta più alta della Pennsylvania, e la seconda più alta, Blue Knob (959 m).
Gli Allegani sono drenati da una serie di forre, principalmente il Ramo settentrionale del Potomac e del New River.

### Sviluppo
Ci sono pochissime città di dimensioni notevoli negli Allegani. Le quattro più grandi (in ordine di popolazione) sono: Altoona, State College, Johnstown (tutte in Pennsylvania) e Cumberland (in Maryland).

### Aree protette
Gran parte delle Foreste nazionali di Monongahela (Virginia Occidentale), George Washington (Virginia Occidentale, Virginia) e Jefferson (Virginia) si trovano all'interno degli Allegani. Queste montagne comprendono anche numerose aree naturali (wilderness areas) protette dal Governo federale, come la Dolly Sods Wilderness, la Laurel Fork Wilderness e la Cranberry Wilderness nella Virginia Occidentale.
Il Sentiero degli Allegani (Allegheny Trail), ormai in gran parte completato, è un progetto della West Virginia Scenic Trails Association dal 1975, che si estende lungo la catena all'interno della Virginia Occidentale. L'estremità settentrionale si trova presso la Linea Mason-Dixon e quella meridionale presso il confine tra Virginia Occidentale e Virginia sul Peters Mountain.

## Geologia
La roccia in sito degli Allegani è per lo più arenaria e arenaria metaformata, quarzite, che è estremamente resistente alle intemperie. Strati sporgenti di conglomerato si possono trovare in alcune aree come i Dolly Sods. Quando si altera per l'esposizione all'aria, lascia dietro una ghiaia di quarzite bianca pura. Gli strati rocciosi degli Allegani si formarono durante la cosiddetta "orogenesi appalachiana" (Appalachian orogeny).
A causa di intensi cicli di gelo-disgelo tra gli Allegani più alti, nella maggior parte delle zone vi è una porzione ridotta di roccia in sito originaria esposta. La superficie del terreno di solito poggia su un guazzabuglio di rocce arenarie, con interstizi che lasciano passare l'aria, che stanno scivolando lentamente verso il fondo valle. La cresta del Fronte degli Allegani è un'eccezione, dove sono spesso esposti alti promontori, rivelando un panorama eccezionale.

## Flora e fauna
Gli Allegani della Virginia Occidentale sono rinomati per le loro foreste di picea rossa, abete balsamico e frassino di montagna, alberi che tipicamente si trovano molto più a nord.

## Galleria d'immagini

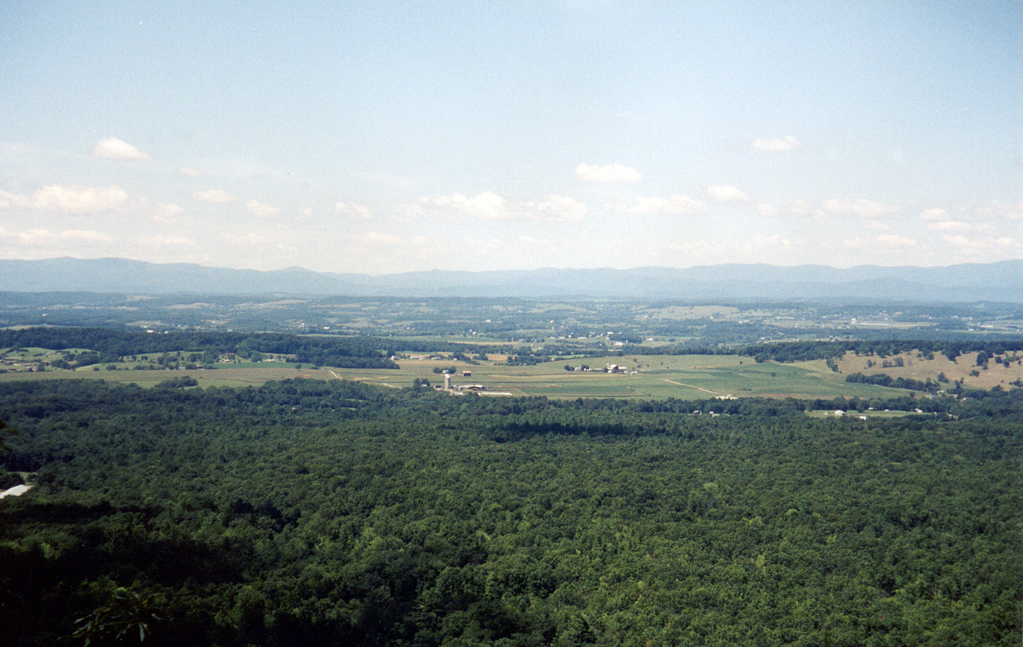
La Valle dello Shenandoah con gli Allegani sullo sfondo
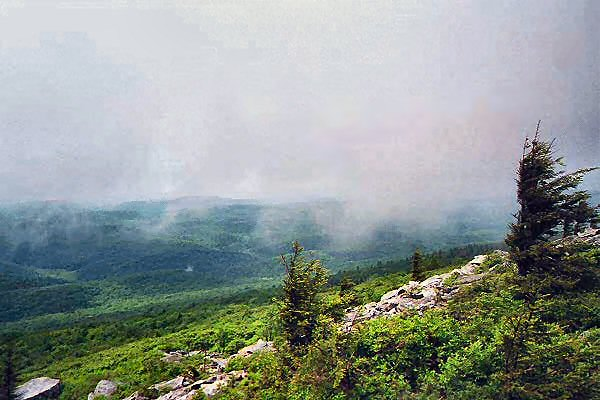
Gli Allegani nella Virginia Occidentale, con il lato ovest dello Spruce Knob
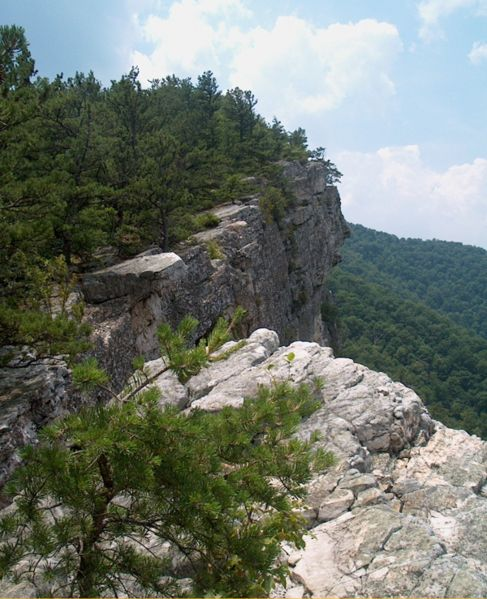
North Fork Mountain che guarda a sud
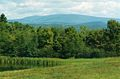
Il monte Blue Knob, la vetta oltre 1.000 m più settentrionale della catena degli Allegani